# GIMP
GIMP (GNU Image Manipulation Program, ou em uma tradução livre ao português, Programa de Manipulação de Imagem do GNU) é um editor gráfico raster livre e de código aberto, voltado para criação e edição de imagens bitmap, e desenhos vetoriais.

## História
O projeto foi criado em 1995 por Spencer Kimball e Peter Mattis, que o desenvolveram como um projeto para a faculdade. Atualmente, ele é mantido por um grupo de voluntários e licenciado pelo GNU General Public License.
O GIMP foi criado pelos estudantes como uma alternativa livre e gratuita ao Adobe Photoshop. Foi um projeto universitário que amadureceu bastante e hoje alcança expressiva popularidade, sendo utilizado por artistas amadores e profissionais do ramo. No entanto, a participação no mercado de ferramentas de edição profissional ainda é tímida (em comparação ao Adobe Photoshop). Os principais fatores que contribuem para isso são:
- O GIMP ainda não possui suporte nativo ao modo CMYK, usado como formato para impressão. Isso limita a área de atuação do programa no setor gráfico profissional, tornando-o indicado apenas para trabalhos digitais que utilizam apenas o modo RGB
- Pelo fato de ser distribuído gratuitamente, ele não inclui licenças para as cores Pantone, usadas largamente pelos profissionais gráficos como referência para garantir precisão de cor em materiais impressos
- Até o início de 2004, a plataforma GTK usada pelo GIMP não se apresentava bem no Microsoft Windows. O melhor suporte ao GTK aumentou a adoção por usuários do ambiente Windows, bem como outros programas que também utilizam GTK, como o Inkscape
- Apenas nos últimos anos, a plataforma GTK para macOS ganhou suporte nativo. Versões anteriores do GIMP faziam uso do X11, tornando o programa pouco integrado ao restante do sistema.

### Origem do nome

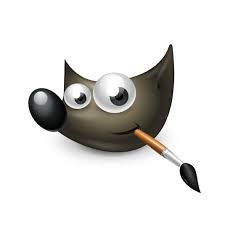
Mascote do Gimp (Wilber)

O nome do projeto desde sua criação sempre foi chamado de "GIMP" porém, em suas primeiras versões, o significado da sigla era "General Image Manipulation Program" em Português "Programa geral de manipulação de imagem", que foi alterado para apoiar o projeto GNU, foi então que passou a ser chamado de "GNU Image Manipulation Program". Mesmo o projeto não fazendo parte de maneira direta ao GNU.

### Mascote
Wilber é o mascote oficial do projeto GIMP. Wilber foi criado em 25 de setembro de 1997 por Tuomas Kuosmanen, conhecido popularmente como "Bodinho" ou "Mascote do GIMP".  O mascote foi desenhado utilizando o próprio GIMP e foi ganhando uma série de re-designs com o decorrer dos anos.

### Inovação
O GIMP foi um dos pioneiros em relação a projetos de código aberto voltados a usuários finais. Outros projetos famosos, como o GCC, ou o Linux, foram voltados principalmente a desenvolvedores. O GIMP foi a prova de que projetos de código aberto poderiam gerar produtos voltados a usuários finais, abrindo caminho para a produção de uma série de outros projetos voltados ao usuário, como GNOME, KDE, Mozilla entre outros.
GIMP utilizava o que hoje é conhecido como GTK como base para construção de sua interface. Na verdade, a biblioteca GTK foi originalmente extraída do trabalho efetuado na interface gráfica durante o desenvolvimento do GIMP. Apesar de GIMP e GTK terem sido originalmente desenvolvidos para o X Window System, foram posteriormente portados para Microsoft Windows, OS/2 e macOS.
A partir da versão 2.6, o GIMP passou a adotar uma nova biblioteca chamada Generic Graphics Library (GEGL), com o objetivo de trazer suporte a formatos de arquivo com maior profundidade de bits e edição não-destrutiva.
A partir da versão 2.8, o GIMP passou a ter a opção de single-window mode, que pode ser habilitada no menu "Janelas -> Mode de janela única", tornando o GIMP mais fácil de usar.
A partir da versão 2.10, o GIMP adotou um novo mecanismo de processamento de imagem, o GEGL.[carece de fontes?].

## Características

### Utilização
O GIMP possui os recursos para ser utilizado na criação ou manipulação de imagens e fotografias. Seus usos incluem criar gráficos, logotipos, redimensionar fotos, alterar cores, combinar imagens utilizando camadas, remover partes indesejadas e converter arquivos entre diferentes formatos de imagem digital.

GIMP

Assim como o uso interativo, o GIMP pode ser manipulado através de scripts. Existe suporte a Scheme (ScriptFu), Perl, Python, Tcl, Ruby, e programas capazes de executar comandos UNIX. Isso permite, por exemplo, produzir imagens para uma página web utilizando scripts CGI, ou realizar edições (como correção de cor ou redimensionamento) de imagens em lote.

### Formatos
O formato de arquivo nativo do GIMP é o XCF, que conta com suporte a camadas. Também é possível editar imagens nos formatos SVG, Ico, BMP, PSD, GIF, JPG, PNG, TIF e diversos outros.